# Округ Кутни (Ајдахо)
Кутни (енгл. Kootenai County) је округ у америчкој савезној држави Ајдахо.

## Демографија
По попису из 2010. године број становника је 138.494, што је 29.809 (27,4%) становника више него 2000. године.
| Група             | 2000.           | 2010.           |
| Белци             | 102.570 (94,4%) | 127.454 (92,0%) |
| Афроамериканци    | 183 (0,2%)      | 416 (0,3%)      |
| Азијати           | 539 (0,5%)      | 961 (0,7%)      |
| Хиспаноамериканци | 2.528 (2,3%)    | 5.268 (3,8%)    |
| Укупно            | 108.685         | 138.494         |